# マイルス・イン・ザ・スカイ
『マイルス・イン・ザ・スカイ』（Miles in the Sky）は、ジャズ・トランペット奏者マイルス・デイヴィスが、コロムビア・レコードで1968年2月と5月にマイルス・デイビス・クインテットによって録音されたアルバムである。

## 解説
エレクトリックピアノとエレクトリックギターがマイルスのオリジナルアルバムで最初に使われたということが注目すべき点で、これからの数年でフュージョンへと移行していく兆候が見られる。このアルバムはレコーディングの後まもなくリリースされているが、収録曲は異なるセッションからのものであり、アコースティック・ジャズからエレクトリック・フュージョンへマイルスが進化していく段階をみることができる。「パラフェルナリア」はジョージ・ベンソンのギターをフィーチャーしているが、初期のマイルスのベストアルバム『サークル・イン・ザ・ラウンド』(1979年)で聴けるものよりもさらに保守的なスタイルでギターがプレイされており、70年代後半になるまでこの曲はリリースされていなかった。「ブラック・コメディ」と「カントリー・サン」はスタジオ録音におけるマイルスのアコースティックジャズへの最後の回帰となる。エレクトリックベースとフェンダー・ローズとバイナリ・リズムを使用した「スタッフ」はさらに異なる作品形式を持っており、来るべき『キリマンジャロの娘』（1969年）を予感させる。

## 収録曲
1. スタッフ - Stuff（M.Davis）
2. パラフェルナリア - Paraphernalia（W.Shorter）
3. ブラック・コメディ - Black Comedy（T.Williams）
4. カントリー・サン - Country Son（M.Davis）

## 演奏メンバー
- マイルス・デイヴィス - トランペット、コルネット
- ウェイン・ショーター - テナー・サックス
- ハービー・ハンコック - アコースティック・ピアノ、エレクトリック・ピアノ
- ロン・カーター - エレクトリック・ベース、アコースティック・ベース
- トニー・ウィリアムス - ドラム
- ジョージ・ベンソン - エレクトリック・ギター